# Pianosymfoni
Pianosymfoni, eller Symfoni för piano, en symfoniskt eller på annat sätt storskaligt anlagd pianosonat, i stället för den vanliga symfonin för orkester. Genren har möjligen inspirerats av orgelsymfonin. Det troligen första stycket i genren är de fyra etyder av Charles-Valentin Alkan (ur hans Douze etudes op.39), som tillsammans bildar en symfoni. En annan tonsättare som skrivit pianosymfonier är Kaikhosru Shapurji Sorabji.

## Exempel på pianosymfonier
- Charles-Valentin Alkan: Pianosymfoni, op.39:4-7
- Kaikhosru Shapurji Sorabji: 6 pianosymfonier